# 2-Gruppen-Prinzip
Das 2-Gruppen-Prinzip ist eine Methode zur genauen Ermittlung eines Wahlergebnisses. Dabei wird die Auszählung der Stimmzettel von zwei unterschiedlichen Gruppen vorgenommen. Zunächst zählt eine Gruppe die Stimmzettel aus. Danach zählt die andere Gruppe dieselben Zettel nochmals, ohne dabei das Ergebnis der ersten Gruppe zu kennen. Nur wenn das Ergebnis der zweiten Zählung mit dem der ersten übereinstimmt, wird es gewertet. Anderenfalls wird ein weiteres Mal ausgezählt.
Erstmals und in großem Umfang kam das 2-Gruppen-Prinzip bei der Bundestagswahl 2013 zum Einsatz. Im Wahlkreis Essen III wurden 150.000 Stimmzettel von über 800 Mitarbeitern der Essener Stadtverwaltung nach dem 2-Gruppen-Prinzip ausgezählt, weil bei einigen Niederschriften aus den Wahllokalen Unstimmigkeiten festgestellt worden waren. Als Sieger ging Matthias Hauer (CDU) mit 93 Stimmen Vorsprung hervor, nachdem er laut vorläufigem amtlichen Endergebnis nur 3 Stimmen Vorsprung erhalten hatte.